# Myrica rubra
Myrica rubra, alte denumiri yangmei (pinyin: yángméi sau  copacul chinezesc cu căpșuni) este un arbore subtropical care este crescut pentru fructele sale comestibile, dulci, de culoare roșu-violet.